# الدوري السويدي الدرجة الثانية 1930–31
الدوري السويدي الدرجة الثانية 1930–31 (بالسويدية: Division II i fotboll 1930/1931)‏ هو موسم من الدوري السويدي الدرجة الثانية. فاز فيه Hallstahammars SK ‏.